# Malapterurus gossei
Malapterurus gossei és una espècie de peix de la família dels malapterúrids i de l'ordre dels siluriformes.

## Morfologia
- Els mascles poden assolir 56 cm de llargària total i les femelles 42.
- Nombre de vèrtebres: 44-45.[4][5]

## Distribució geogràfica
Es troba a Àfrica: conca del riu Congo.